# Sarcolemma
Het sarcolemma, ook wel myolemma en spiervezelschede genoemd, is het celmembraan van dwarsgestreept spierweefsel.
De eigenschappen van celmembranen verschillen per celtype. Een kenmerk van het celmembraan van spiercellen is dat het aanhechtingspunten bevat voor pezen, waardoor de spier kracht kan uitoefenen.
De naam sarcolemma komt oorspronkelijk uit het Grieks, sarco komt van het Griekse woord sarx, dat 'vlees' betekent. Lemma is het Griekse woord voor 'schede'.